# Ralis em Portugal
Rali é o desporto motorizado mais popular em Portugal. O orgão dirigente dos ralis em Portugal é a Federação Portuguesa de Automobilismo e Karting. O Rali de Portugal é a prova rainha deste desporto em Portugal, mas também outras provas realizadas em território nacional têm grande importância a nível internacional, tais como o Rali Vinho da Madeira ou o Sata Rally Açores. A principal competição organizada no país é o Campeonato de Portugal de Ralis.
São vários os pilotos que marcaram a modalidade em Portugal: Joaquim Santos, Fernando Peres, Miguel Campos, Rui Madeira, Armindo Araújo, entre outros. Rui Madeira, Miguel Campos e Armindo Araújo são os pilotos com melhor palmarés a nível internacional.

## Campeonatos
- Campeonato de Portugal de Ralis[1][3]
- Campeonato de Portugal de Ralis 2L / 2RM[1]
- Campeonato Open de Ralis[1]
- Campeonato de Portugal Junior de Ralis
- Campeonato dos Açores de Ralis
- Campeonato da Madeira "Coral" de Ralis
- Campeonato da Madeira Junior de Ralis
- Campeonato Open de Ralis da Madeira
- Campeonato Regional de Ralis Douro
- Campeonato Regional de Ralis Norte
- Campeonato Regional de Ralis Centro
- Campeonato Regional de Ralis Sul
- Campeonato Regional de Ralis Açores
- Taça de Ralis da Madeira
- Taça da Região Autónoma dos Açores

## Troféus
- Desafio Modelstand
- Troféu de Ralis da Madeira "Eng. Rafael Costa"
- Troféu Fastbravo
- Troféu Regional de Ralis de Alenquer
- Troféu Regional Feminino da Madeira de Ralis
- Troféu Regional Feminino dos Açores de Ralis

## Principais Provas
- Rali de Portugal[1][2]
- Rali Vinho da Madeira
- Sata Rally Açores
- Rali Casino espinho
- Rali Centro de Portugal
- Rali Serras de Fafe
- Rali de Mortágua
- Rali Casinos do Algarve
- Rali de Gondomar